# Claude Régy
Claude Régy, född 1 maj 1923 i Nîmes, död 26 december 2019 i Paris, var en fransk teaterregissör och skådespelare.

## Biografi
Claude Régy studerade juridik och statsvetenskap innan han begav sig till Paris för att påbörja teaterstudier under Charles Dullin, Tania Balachova och Michel Vitold. Efter studierna blev han regiassistent åt André Barsacq på Théâtre de l'Atelier. Han debuterade som regissör 1952 när han satte upp den franska premiären på Federico García Lorcas Doña Rosita på Théâtre des Noctambules. Han har gjort sig känd för sitt arbete med samtidsdramatiker som Harold Pinter, Marguerite Duras, Nathalie Sarraute, Edward Bond, Tom Stoppard, Maurice Maeterlinck, Jean-Paul Sartre, Luigi Pirandello, Peter Handke, Botho Strauss, Sarah Kane, Jon Fosse, Tarjei Vesaas och Arne Lygre. Hans föreställningar har flera gånger varit inbjudna till Avignonfestivalen och Festival d'automne à Paris och han har regisserat vid flera av Frankrikes ledande teatrar, bland andra Théâtre national de Chaillot, Théâtre Antoine, Théâtre d'Orsay, Théâtre de l'Odéon, Comédie-Française och Théâtre des Bouffes-du-Nord. Hans estetik är minimalistisk med långsamma, krävande scenerier där kontrasten mellan ljus och skugga liksom tystnad och pauser tillmäts stor betydelse. Han har mottagit flera priser för sina uppsättningar, däribland Grand Prix national du théâtre 1991, Grand Prix des arts de la scène 1994 och teaterkritikernas pris 2010. 2013 mottog han Norska förtjänstorden.